# Mladinsko in kadetsko svetovno prvenstvo v sabljanju 2022
Svetovno prvenstvo v sabljanju za mladince in kadete 2022 bo potekalo od 2. do 10. aprila 2022 v Dubaju v ZAE . Otvoritvena slovesnost je bila 3. aprila 2022.

## Države, ki tekmujejo
Države, ki pošiljajo svoje sabljače na prvenstvo so: 
 Alžirija, 
 Avstralija,
 Avstrija, 
 Azerbajdžan, 
 Brazilija, 
 Bolgarija, 
 Kanada, 
 Kolumbija, 
 Češka, 
 Egipt, 
 Francija, 
 Nemčija, 
 Gana, 
 Združeno kraljestvo, 
 Grčija, 
 Hongkong, 
 Ljudska republika Kitajska, 
 Madžarska, 
 Indija, 
 Izrael, 
 Italija, 
 Japonska, 
 Kazahstan, 
 Južna Koreja, 
 Malezija, 
 Mehika, 
 Nepal, 
 Filipini, 
 Poljska, 
 Portoriko, 
 Romunija, 
 Saudova Arabija, 
 Senegal, 
 Srbija, 
 Singapur, 
 Slovenija, 
 Španija, 
 Tunizija, 
 Turčija, 
 Združeni arabski emirati, 
 Uganda, 
 Ukrajina, 
 ZDA, 
 Uzbekistan, 
 Jemen
Opomba: Zaradi ruske invazije na Ukrajino je sabljačem iz Rusije in Belorusije prepovedano tekmovanje.

## Medalje

### Mladinci

#### Moški
| Disciplina | Dogodek   | Zlato           | Srebro       | Bron              |
| ---------- | --------- | --------------- | ------------ | ----------------- |
| Meč        | Posamezno |                 |              |                   |
| Meč        | Posamezno |                 |              |                   |
| Meč        | Ekipno    |                 |              |                   |
| Floret     | Posamezno |                 |              |                   |
| Floret     | Posamezno |                 |              |                   |
| Floret     | Ekipno    |                 |              |                   |
| Sablja     | Posamezno | Colin Heathcock | Pietro Torre | Antonio Heathcock |
| Sablja     | Posamezno | Colin Heathcock | Pietro Torre | Heegeun Hwang     |
| Sablja     | Ekipno    |                 |              |                   |

#### Ženske
| Disciplina | Dogodek   | Zlato                | Srebro           | Bron                 |
| ---------- | --------- | -------------------- | ---------------- | -------------------- |
| Meč        | Posamezno |                      |                  |                      |
| Meč        | Posamezno |                      |                  |                      |
| Meč        | Ekipno    |                      |                  |                      |
| Floret     | Posamezno |                      |                  |                      |
| Floret     | Posamezno |                      |                  |                      |
| Floret     | Ekpino    |                      |                  |                      |
| Sablja     | Posamezno | Magda Skarbonkiewicz | Honor B. Johnson | Zaynab Dayibekova    |
| Sablja     | Posamezno | Magda Skarbonkiewicz | Honor B. Johnson | Katinka Sugar Battai |
| Sablja     | Ekipno    |                      |                  |                      |

### Kadeti

#### Moški
| Disciplina | Dogodek   | Zlato | Srebro | Bron |
| ---------- | --------- | ----- | ------ | ---- |
| Meč        | Posamezno |       |        |      |
| Meč        | Posamezno |       |        |      |
| Floret     | Posamezno |       |        |      |
| Floret     | Posamezno |       |        |      |
| Sablja     | Posamezno |       |        |      |
| Sablja     | Posamezno |       |        |      |

#### Ženske
| Disciplina | Dogodek   | Zlato | Srebrna | bronasto |
| ---------- | --------- | ----- | ------- | -------- |
| Meč        | Posamezno |       |         |          |
| Meč        | Posamezno |       |         |          |
| Floret     | Posamezno |       |         |          |
| Floret     | Posamezno |       |         |          |
| Sablja     | Posamezno |       |         |          |
| Sablja     | Posamezno |       |         |          |